# Teatro José Rosas Moreno

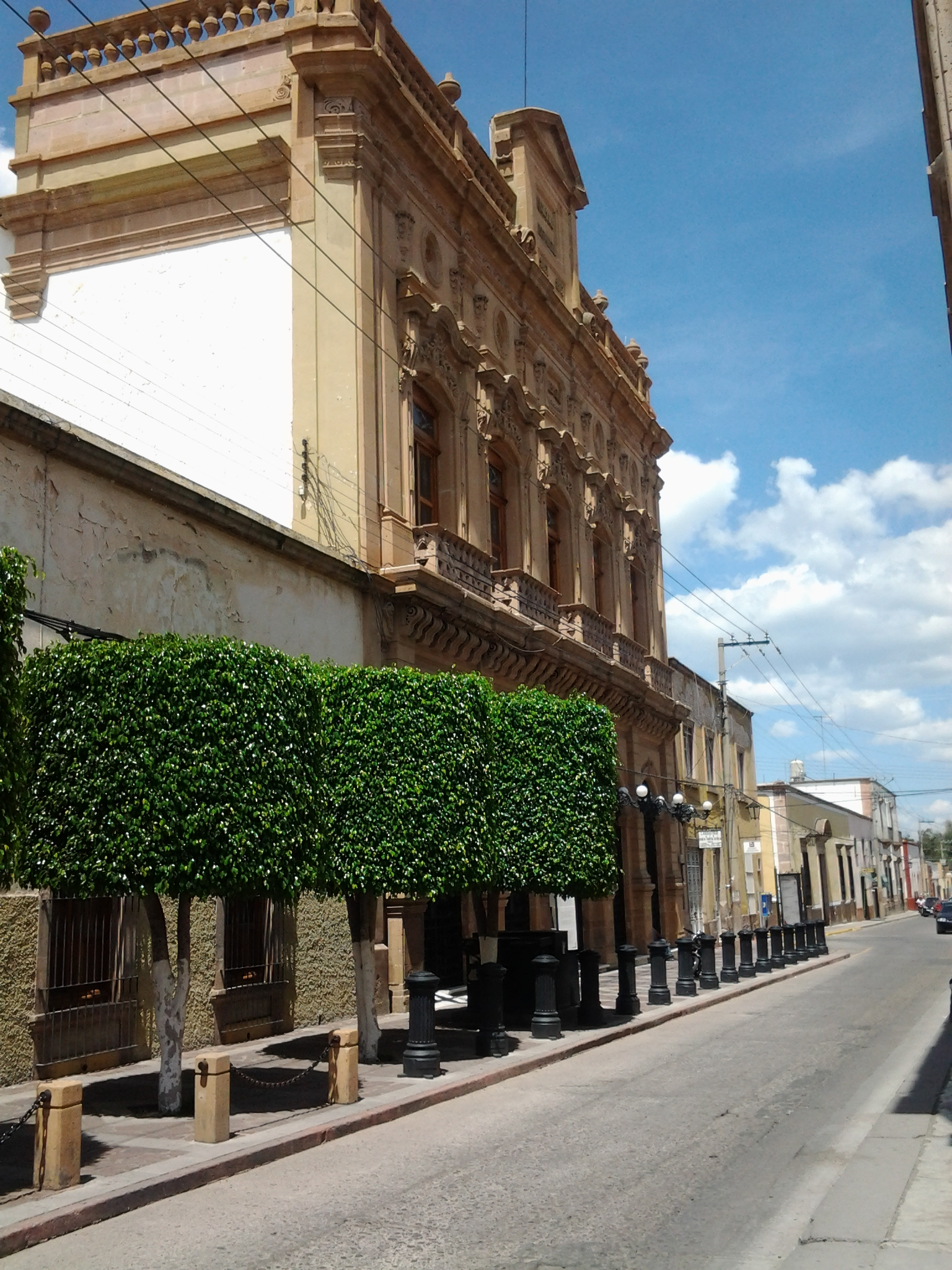
Vista del teatro

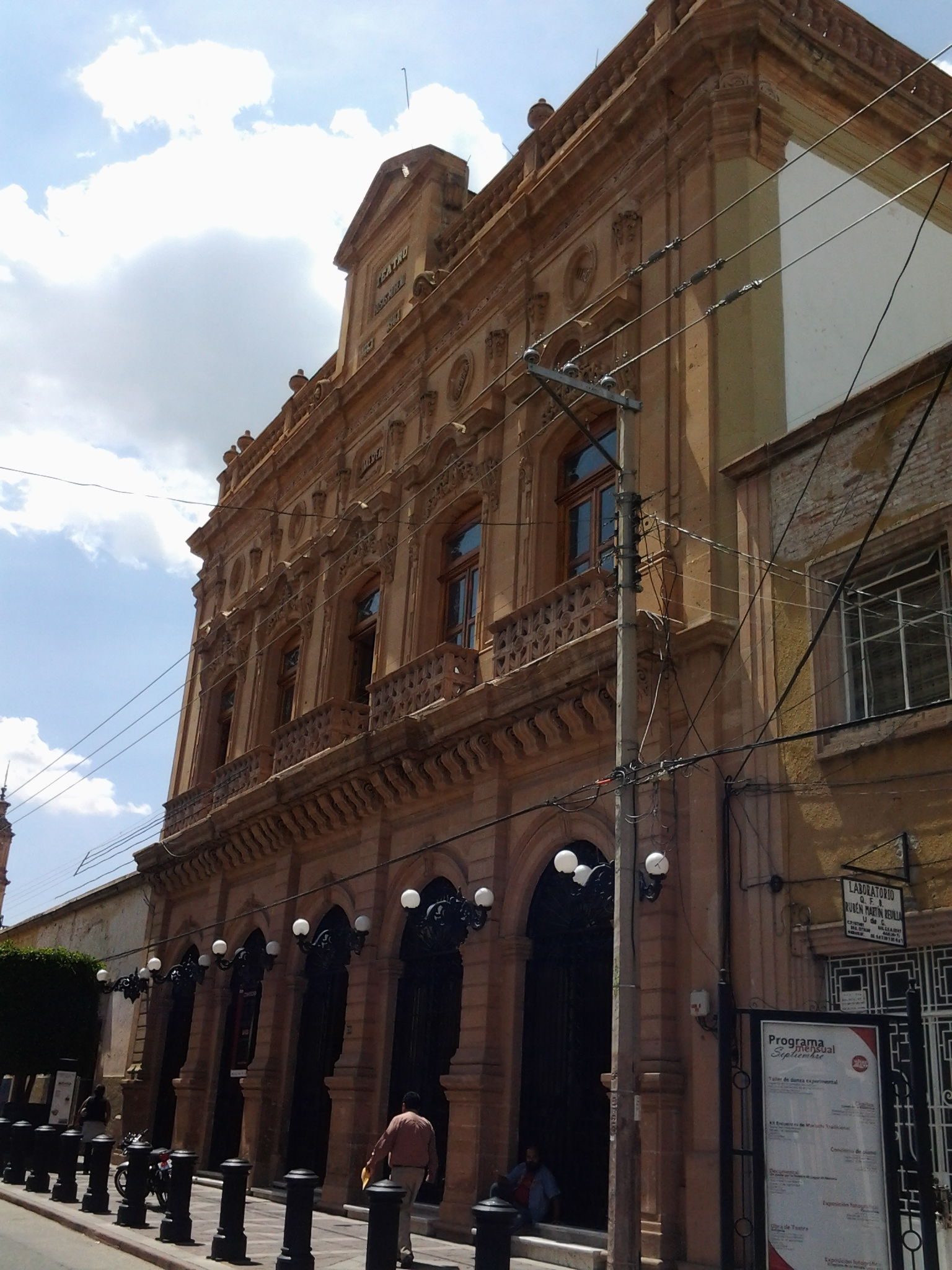
Vista del teatro

El Teatro Rosas Moreno, popularmente conocido como el "Rosas Moreno", es un recinto ubicado en la ciudad de Lagos de Moreno, Jalisco, cuya construcción comenzó en 1867, y fue inaugurado el 5 de mayo de 1907. El nombre homenajea al escritor jalisciense José Rosas Moreno.

## Historia
En la época de la construcción del teatro el pulso de una ciudad se medía en cierta forma a través de las festividades religiosas, la vida de Hacienda tan auténtica en esta región de Jalisco, y por supuesto en ver y dejarse ver en un Teatro.
Cabe señalar que no muchas capitales de importantes Estados en México tuvieron ni remotamente un Teatro. Lagos sin ser capital tuvo la suerte de poseer uno y de gran nivel, tanto en su elegante construcción como en los espectáculos allí montados. Actualmente además de las actividades cotidianas propias de un centro de cultura, es también sede de ciertos eventos del "Seminario de Historia Mexicana" que año con año se celebra en esa Ciudad y que reúne a lo más selecto de los historiadores e investigadores sobre la apasionante historia de México.  
A espaldas del monumental templo de Nuestra Señora de la Asunción, se encuentra ubicado el "Teatro José Rosas Moreno", construcción de estilo neoclásico. Hasta mediados del siglo XIX las representaciones teatrales tenían lugar en los mesones y en los patios o corrales de las casas, además de las plazuelas.
Fue Camilo Anaya y Torres, filántropo laguense, quien hacia 1850 empezó a reunir fondos para la edificación de un teatro en el solar de la Daga en Lagos.
Con esos antecedentes surgiría el magno teatro de esta ciudad que honra la memoria del prolífico literato José Rosas Moreno, "Cantor de la Niñez".
El teatro comenzó a construirse en el año de 1867. La historia señala tres fechas de su inauguración, una de ellas en el mes de julio de 1905 con la compañía de opera Azali que puso en escena Aída de Giuseppe Verdi, otras señalan el 5 de mayo de 1907 y otra el 6 de agosto del mismo año. 
El "Teatro Rosas Moreno" está catalogado como Monumento Histórico Civil Relevante por Determinación de Ley, por sus características arquitectónicas e históricas. El teatro es una edificación de estilo ecléctico con excelente diseño. El inicio de su construcción data del año 1867 por Primitivo Serrano y la conclusión de las obras se llevaron a cabo el 5 de mayo de 1907.